# Diplocaulobium minjemense
Diplocaulobium minjemense là một loài thực vật có hoa trong họ Lan. Loài này lần đầu tiên được A.D. Hawkes mô tả chính thức vào năm 1957, dựa trên công trình trước đó của Schlechter.